# Pobřežní provincie

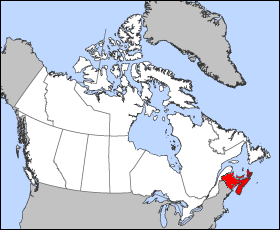
Pobřežní provincie

Pobřežní provincie (též Přímořské provincie; angl. Maritime provinces, Canadian Maritimes či Maritimes) je označení provincií Nový Brunšvik, Nové Skotsko a Ostrov prince Edwarda. Občas[kdy?][kdo?] k nim bývá mylně[zdroj⁠?!] připočítávána i provincie Newfoundland a Labrador. Existují zde[kdy?][kdo?] snahy o sjednocení těchto tří provincií do jediné (viz Pobřežní unie), někdy i s připojením provincie Newfoundland a Labrador (Atlantická unie).